# 한반도면

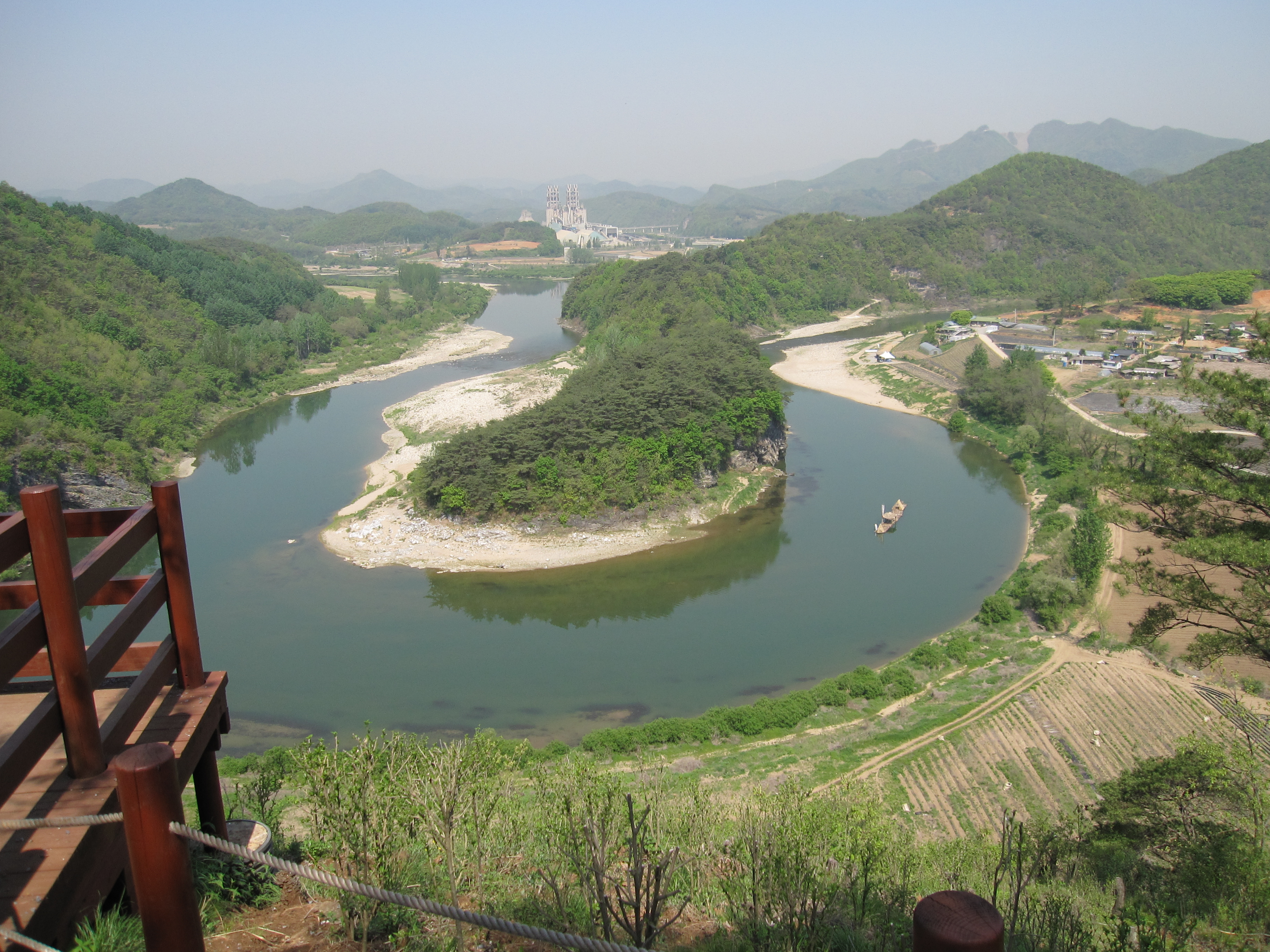
한반도 모양 지형

한반도면(韓半島面)은 대한민국 강원특별자치도 영월군의 면이다. 면적은 69.87 km2, 인구는 2015년 12월 말 주민등록 기준으로 3,277명이다.
본래 이름은 서면(西面)이었으나, 2009년 10월 20일에 '한반도면'으로 변경되었다. 이 이름은 옹정리 선암마을 인근의 평창강 지형이 마치 한반도를 닮은 형태를 보이는 것에서 유래하였다.

## 개요
한반도면은 한강의 상류인 서강의 물줄기가 면 전체를 휘감아 굽이굽이 흐르고, 협곡을 만들면서 생성된 한반도 지형이 있는 산수가 수려한 지역이다. 한반도 지형 관광자원을 토대로 지역 주민이 함께하여 옛 농촌문화와 환경을 잘 지키고, 맑은 서강을 중심으로 청정농산물을 생산하며, 볼거리, 즐길 거리, 먹거리가 다양한 지역(관광지)으로 발전하고 있다. 또한 이곳은 석회석의 주산지로 시멘트 생산지이다.

## 행정 구역
- 옹정리(瓮亭里)
- 광전리(鑛錢里)
- 신천리(新川里)
- 후탄리(後灘里)
- 쌍용리(雙龍里)

## 교육
- 쌍룡초등학교
  - 토교분교 (폐교) - 토교로 301 (토교리)
- 신천초등학교
  - 여촌분교 (폐교) - 서강로 1094 (광전리)
- 연당초등학교 옹정분교 (폐교) - 한반도로 452 (옹정리)
- 쌍룡중학교
- 신천중학교

## 교통
한반도면에는 철도가 면사무소 소재지 인근에는 없으나, 남부의 쌍용리에 태백선 쌍룡역이 있다. 버스로는 일부 영월군의 농어촌버스와 제천시의 시내버스가 오간다.

## 관광
- 영월 한반도 지형
- 괴동굴

## 유적
- 신천리 구석기시대 유물산포지
- 신천리 철기 삼국시대 유물산포지
- 옹정리 사정동 구석기시대 유물산포지
- 후탄리 뒷들 구석기시대 유물산포지

## 사진

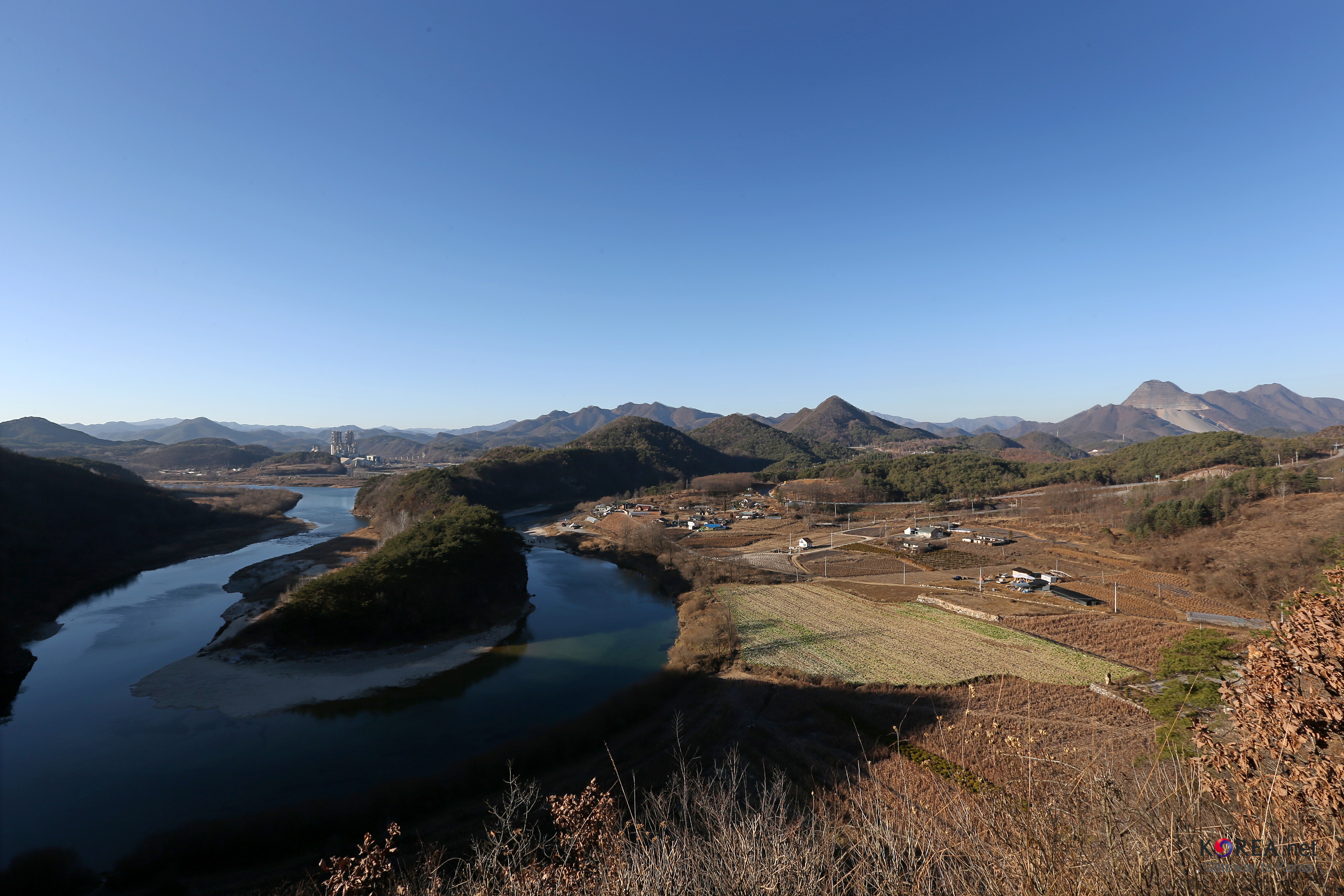
2012년 11월 27일
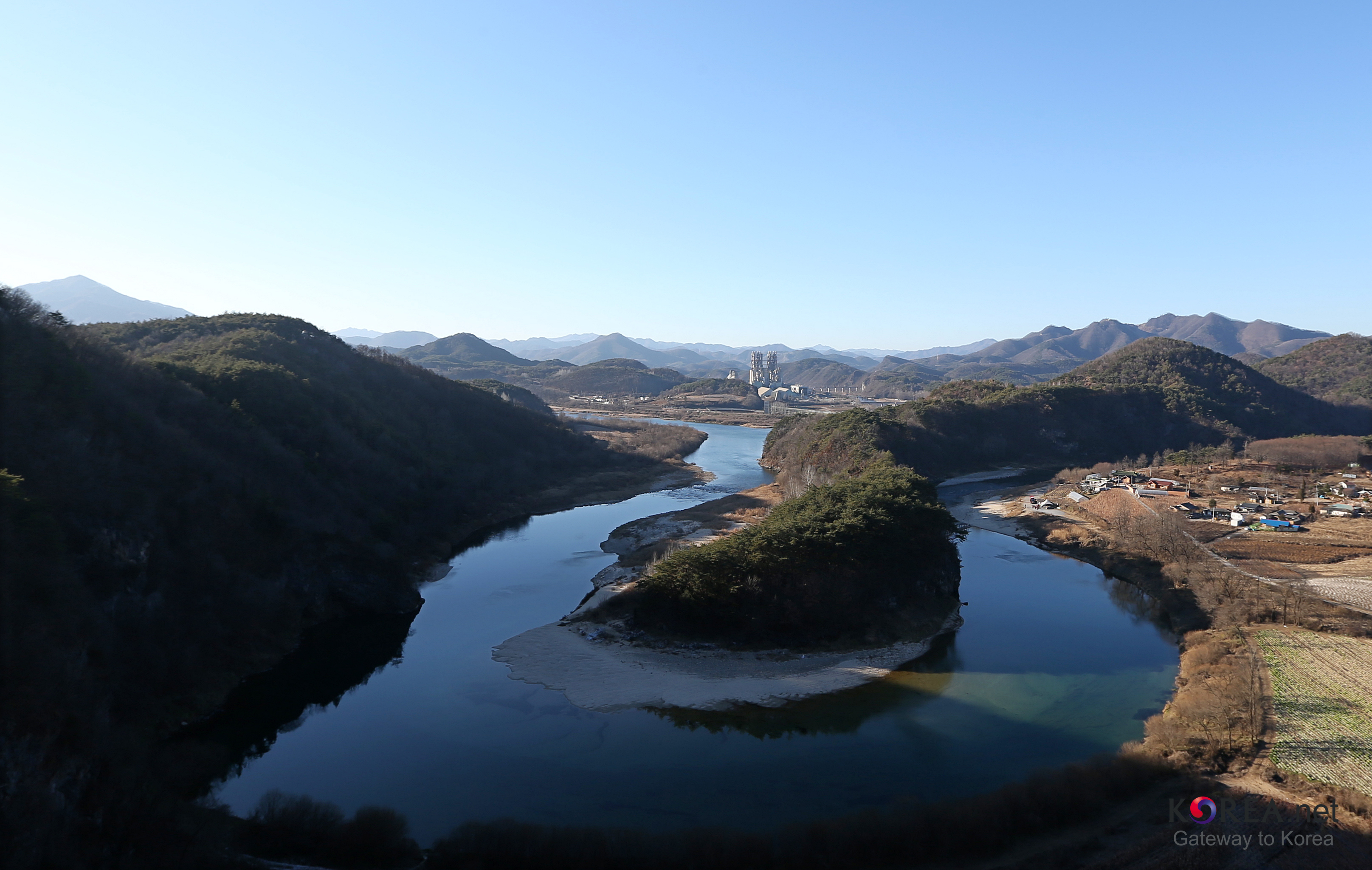
2012년 11월 27일
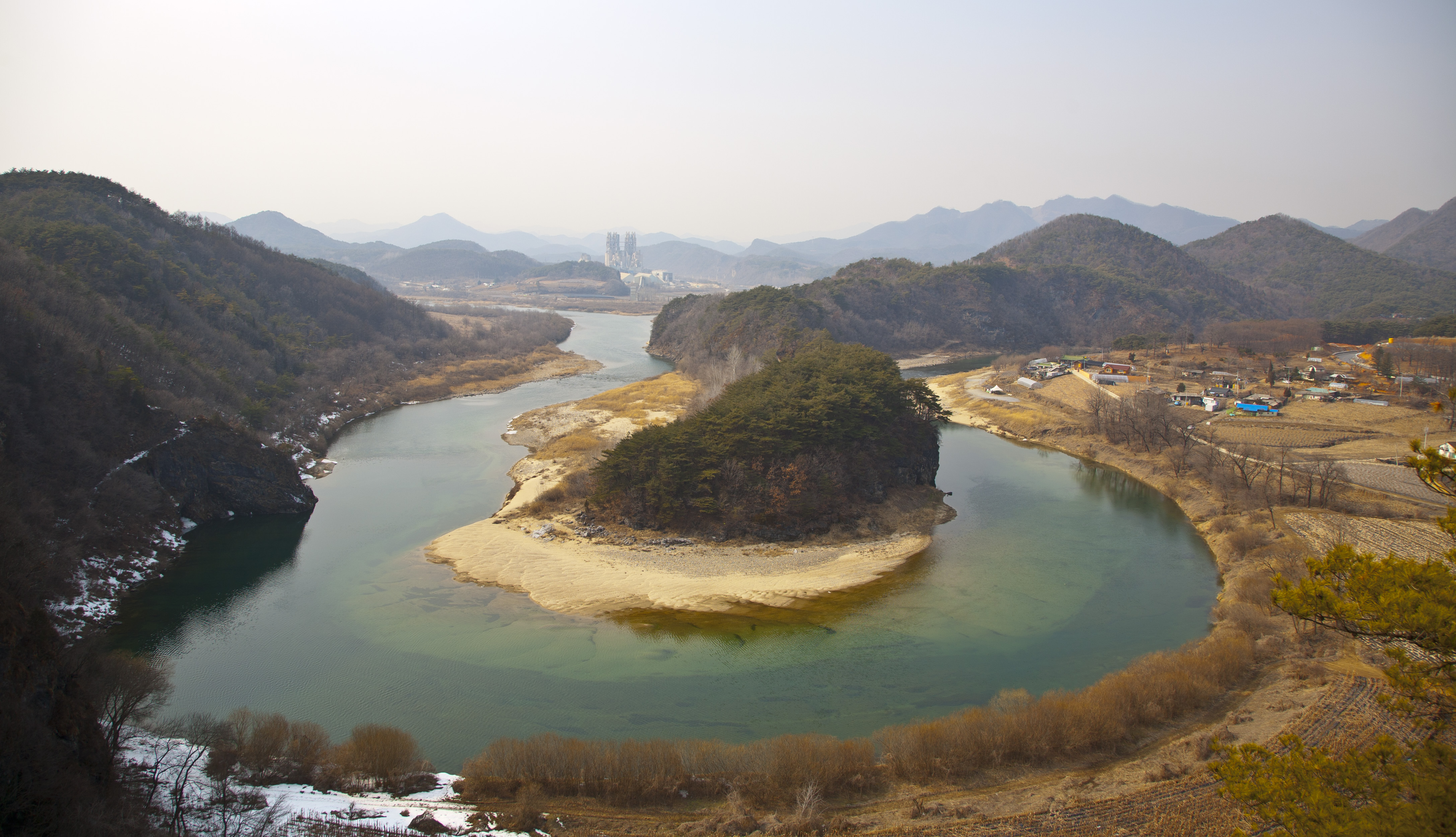
2013년 3월 6일